# Banco de semente autóctone
Banco de semente autóctone é aquele estoque (anglicismo brasileiro de stock) de sementes que existe no solo do próprio local a ser recuperado, que se quer preservar, manejar e incrementar. Certos processos de degradação podem eliminar a floresta sem todavia destruir o potencial de germinação das espécies que estão estocadas (não estão estocadas, mas sim guardadas, preservadas, armazenadas), em forma de sementes, na camada superficial do solo.

## Banco de Sementes do Solo
O termo banco de semente do solo foi utilizado por ROBERTS (1981) para designar o reservatório viável de sementes atual em uma determinada área de solo. Este reservatório corresponde às sementes não germinadas, mas potencialmente capazes de substituir as plantas adultas que tivessem desaparecido pela morte natural ou não (BAKER, 1989). O banco de sementes ainda pode servir de alimento para animais e seres humanos, ou ainda ser degradado e virar fonte de matéria orgânica para o solo. 

## Fonte do banco de sementes
A fonte de sementes do banco é a chuva de sementes proveniente da comunidade de vegetação local, da vizinhança e de áreas distantes (HALL & SWAINE, 1980). Podendo ser trazidas pela queda das sementes no solo, pela ação dos ventos, ou pelos animais, principalmente aves e roedores. 

## Período de permanência do banco de sementes no solo
O período de tempo em que as sementes permanecem no banco é determinado por fatores fisiológicos, tais como, germinação, dormência e viabilidade e ambientais, tais como, umidade, temperatura, luz, presença de predadores de sementes e patógenos (GARWOOD, 1989). 
Pode o banco ser transitório, com sementes de vida curta, que não apresentam dormência e germinam dentro de um ano após o início da dispersão, ou persistente, com sementes dormentes que permanecem dormentes no solo por anos (GARWOOD, 1989). 

## Germinação do banco de sementes
Nos ecossistemas fechados de florestas tropicais, por exemplo, quando ocorre a abertura de clareiras, as sementes são expostas a outras condições ambientais de luz e temperatura, que podem promover a germinação das mesmas (REIS e VIEIRA). A habilidade destas espécies em permanecerem dormentes no banco é uma importante estratégia biológica para a dinâmica de suas populações. Deste modo, quando ocorre abertura de clareiras, a colonização das mesmas é dada pela ativação do banco de sementes, associado com a chuva de sementes que cai sobre tais áreas (RICHARDS, 1998).

## Recomposição do banco de sementes
A recomposição do banco de sementes em áreas que sofrem perturbações pode ser feita através de técnicas simples e baratas que incrementem a chuva de sementes na área, como a utilização de poleiros artificiais, ou por técnicas que visem a recomposição direta do banco de sementes e de toda a microbiota como a transposição de solo de áreas não degradadas para áreas degradadas (REIS e VIEIRA).